# Roberto Assagioli
Roberto Assagioli, född 27 februari 1888 i Venedig, Italien, död 23 augusti 1974 i Capolona, Arezzo, var en italiensk läkare och psykologisk teoretiker som grundlade en terapiform kallad psykosyntes.. 

## Liv och verksamhet
Roberto Assagioli var son till det judiska paret Elena Kaula samt Leone Greco. Hans första två år i livet kom att präglas av två betydelsefulla händelser, dels dog hans far och dels lades han in på sjukhus för sin sviktande hälsa. Under sjukhusvistelsen träffade hans mor en ny man, läkaren Emanuele Assagioli, vilken hon sedermera gifte om sig med.
Assagioli växte upp i Venedig och vid 16 års ålder skrev han in sig vid den medicinska fakulteten i Florens. Påverkad av Sigmund Freuds idévärld skrev han diverse artiklar som bland annat trycktes i Zentralblatt für Psychoanalys, vilken grundats av Freud. Hans examensarbete kom att heta "Psykoanalys" och skrevs mestadels på Burghölzli i Zürich, den psykiatriska universitetsklinik där bl.a. C.G. Jung var verksam. Under inflytande av såväl Jungs som Eugen Bleulers föreställningar om psyket fullbordade han sin psykiatriska utbildning vid San Salvi-hospitalet i Florens. 
Redan i ett tidigt stadium kom han att ifrågasätta många av Freuds teorier. Vissa "högre" värden som kärlek, kreativitet, skönhet, andlighet borde ha ett egenvärde och studeras för sin egen skull. Idealet vore att utgå från det som är friskt hos individen istället för att primärt fokusera på det patologiska. Han kom så småningom att kalla sin teori "psykosyntes". I stora drag går teorin ut på att människan har ett inre Själv som omkring sig har olika delpersonligheter som sinsemellan vill ha uppmärksamhet och utrymme. Oftast har vi ingen kraft att stå emot en roll, till exempel som den sårade. Om man tydliggör och medvetandegör delpersonligheter så underlättar det för självet att bli "kapten på skutan". Delarna samlas runt självet och psyket blir därmed mer stabilt och helt. En teknik som Assagioli utvecklade kallade han "desidentifikationsövning". Man säger exempelvis till sig själv – "jag har en känsla av sorg, men jag ÄR inte den känslan". Till slut kan självet välja att gå in i en roll men också ha, med hjälp av viljan, kraft att lämna den. Man kan öva sitt psyke precis som man kan öva på att spela ett instrument, ansåg Assagioli.
Assagioli var också intresserad av österländsk filosofi och visdom. Han blev medlem i Alice Baileys teosofiska skola. Han var även god vän med den indiske poeten och nobelpristagaren Rabindranath Tagore. Detta kom att få konsekvenser för hans psykologiska teorier. 
Man kan dela upp psykosyntesen i två nivåer. Dels den "personliga" psykosyntesen där man främst bearbetar sin barndom och hur man fungerar i vardagen. Dels den "andliga" psykosyntesen som, om klienten vill, bidrar till att nå utöver delpersonligheter, flyktiga tankar och känslor. Likaväl som emotioner och drifter kan övermanna människan så kan också andra egenskaper som intuition, stark inspiration, upplevelse av eufori uppträda. Dessa typer av psykologiska uttryck menar Assagioli kommer från ett omedvetet "högre" skikt inom psyket som han kallar supermedvetande. Att bli alltmer medveten om att det finns en iakttagare (självet) av egna emotioner och tankar, och att alltmer identifiera sig med detta själv, kan göra så att självet gradvis förändras och kommer i kontakt med vad Assagioli benämner det "transpersonella självet". Det är närmast den upplevelse som mystiker och andligt initierade människor har erfarenhet av – en djup andlig erfarenhet som går utöver det personliga till ett stadium där upplevelsen är att vi alla är ett.  
Efter andra världskriget, som Assagioli lyckades klara sig igenom, delvis för att han och hans familj kunde hålla sig gömda, var han långa perioder på besök i USA. Där grundades flera psykosyntesinstitut. Idag finns på många håll i världen psykosyntesinstitut med terapeuter som utgår från Assagiolis teori i sitt arbete.  
Även Poul Bjerre kallade sin psykologiska teori och terapimetod för psykosyntes.

## Publikationer
- 1906 – Artikel i Farrari's Magazine – Gli effetti del riso e le loro applicazioni pedagogiche a.k.a., Smiling Wisdom (Italienska)
- 1910 – La psicanalisi Examensuppsats (Italienska)
- 1927 – Psychosynthesis – A new method of healing by Roberto Assagioli. Booklet. Institute of Psychosynthesis, Rome, Italy & Lucia Publishing Company, New York, USA (Engelska)
- 1965 – Psychosynthesis: A Collection of Basic Writings by Roberto Assagioli ISBN 0-9678570-0-7 (Engelska)
- 1966 – Per l'armonia della vita. La psicosintesi by Roberto Assagioli. Istituto di Psiconsintesi, Firenze, Italy (Italienska)
- 1973 – The Act of Will by Roberto Assagioli ISBN 0-670-10309-8 (Engelska)
- 1993 – (postumt) Transpersonal Development: The Dimension Beyond Psychosynthesis by Roberto Assagioli ISBN 1-85538-291-1 (Engelska)
- 2016 – (postumt) Freedom in Jail by Roberto Assagioli. Ed. by Catherine Ann Lombard, Istituto di Psiconsintesi, Firenze, Italy (Engelska)
- 2022 – (postumt) Creating Harmony in Life by Roberto Assagioli. Ed. by Catherine Ann Lombard, Istituto di Psiconsintesi, Firenze, Italy ISBN 979-1221402742 (Engelska)